# Triops
Triops Schrank, 1803 è un genere di crostacei notostraci della famiglia Triopsidae.
Il nome Triops deriva dal greco e significa "tre occhi".
Questi animali sono comparsi oltre 200 milioni di anni fa e sono considerati dei "fossili viventi".

## Descrizione
Insieme ai due occhi, che permettono una buona visione solo su breve distanza e vengono usati per la ricerca del cibo e dei predatori, possiedono inoltre l'ocello naupliare. Esso percepisce solo la luce, indispensabile per l'individuale crescita strutturale, agendo quindi come una bussola che guida l'animale verso il chiarore, supponendo che questo arrivi sempre dall'alto. Tutti i rappresentanti dell'ordine Notostraca sono dotati di tre occhi, a differenza degli Anostraci.

## Biologia
In natura i Triops vivono in pozzanghere di acqua dolce (di poca profondità) strisciando sul fondo o nuotando. Divenuti adulti depongono uova nella sabbia per partenogenesi (partendo solo dalla cellula uovo, quindi gli esemplari saranno tutti di sesso femminile), dove possono resistere anche per anni senza acqua. Arrivate le piogge, venendo a contatto con acqua non troppo fredda, le uova si schiudono. Questo stato di "riposo" viene detto diapausa, e viene tuttora studiato dagli scienziati per cercare di riprodurlo artificialmente nell'uomo.

## Tassonomia
Il genere comprende le seguenti specie:
- Triops australiensis (Spencer & Hall, 1895)
- Triops cancriformis (Bosc, 1801)
- Triops granarius (Lucas, 1864)
- Triops longicaudatus (LeConte, 1846)
- Triops numidicus
- Triops newberryi (LeConte, 1846)